# Campeonato Mundial de Corta-Mato de 1994
O 22º Campeonato Mundial de Corta-Mato foi realizado em 26 de março de 1994, em Budapeste, Hungria. 

## Resultados

### Corrida Longa Masculina

#### Individual
| Medalha | Atleta             | País    | Tempo     |
| Ouro    | William Sigei      | Quênia  | 34:29 min |
| Prata   | Simon Chemoiywo    | Quênia  | 34:30 min |
| Bronze  | Haile Gebrselassie | Etiópia | 34:32 min |

#### Equipas
| Medalha | Selecção | Marca   |
| Ouro    | Quênia · William Sigei (1º) · Simon Chemoiywo (2º) · Paul Tergat (4º) · James Songok (6º) · Shem Kororia (9º) · Dominic Kirui (12º)             | 34 pts  |
| Prata   | Marrocos · Khalid Skah (5º) · Salah Hissou (11º) · Elarbi Khattabi (14º) · Khaled Boulami (15º) · Mohamed Issangar (16º) · Brahim Lahlafi (22º) | 83 pts  |
| Bronze  | Etiópia · Haile Gebrselassie (3º) · Addis Abebe (7º) · Ayele Mezegebu (8º) · Ibrahim Seid (35º) · Tegenu Abebe (37º) · Lemi Erpassa (43º)       | 133 pts |

### Corrida Júnior Masculina

#### Individual
| Medalha | Atleta        | País    | Tempo     |
| Ouro    | Philip Mosima | Quênia  | 24:15 min |
| Prata   | Daniel Komen  | Quênia  | 24:17 min |
| Bronze  | Abreham Tsige | Etiópia | 24:46 min |

#### Equipas
| Medalha | Selecção | Marca  |
| Ouro    | Quênia   | 18 pts |
| Prata   | Etiópia  | 27 pts |
| Bronze  | Marrocos | 78 pts |

### Corrida Longa Feminina

#### Individual
| Medalha | Atleta              | País     | Tempo     |
| Ouro    | Hellen Chepngeno    | Quênia   | 20:45 min |
| Prata   | Catherina McKiernan | Irlanda  | 20:52 min |
| Bronze  | Conceição Ferreira  | Portugal | 20:52 min |

#### Equipas
| Medalha | Selecção                                                                                              | Marca  |
| Ouro    | Portugal · Conceição Ferreira (3ª) · Albertina Dias (5ª) · Fernanda Ribeiro (10ª) · Mónica Gama (37ª) | 55 pts |
| Prata   | Etiópia · Merima Denboba (4ª) · Getenesh Urge (14ª) · Asha Gigi (19ª) · Berhane Adere (28ª)           | 65 pts |
| Bronze  | Quênia · Hellen Chepngeno (1ª) · Joyce Chepchumba (18ª) · Jane Omoro (25ª) · Helen Kimaiyo (31ª)      | 75 pts |

### Corrida Júnior Feminina

#### Individual
| Medalha | Atleta              | País   | Tempo     |
| Ouro    | Sally Barsosio      | Quênia | 14:04 min |
| Prata   | Rose Cheruiyot      | Quênia | 14:05 min |
| Bronze  | Elizabeth Cheptanui | Quênia | 14:15 min |

#### Equipas
| Medalha | Selecção | Marca  |
| Ouro    | Quênia   | 11 pts |
| Prata   | Etiópia  | 46 pts |
| Bronze  | Japão    | 60 pts |